# Héctor Ulloa
Héctor Horacio Ulloa Rodríguez (La Vega, 14 de julio de 1936-5 de octubre de 2018) fue un actor colombiano y una de las figuras más importantes de la historia de la televisión del país. Famoso por protagonizar Don Chinche, condecorada como la mejor serie del siglo XX en Colombia. Compuso uno de los boleros más famosos del país, Cinco centavitos cantado luego por consagrados artistas.
En el año 2000, en el marco del Festival de Cine de Cartagena, recibió el galardón obtenido por la serie Don Chinche, como la mejor serie del siglo XX en Colombia. Asimismo, en 2012, se le otorgó el premio honorífico Víctor Nieto a toda una vida. El 22 de abril de 2016, recibió el premio honorífico Vida de Palabras.
Su última aparición en pantalla fue un el documental El Culebro: La historia de mi papá, un largometraje sobre la vida de su mejor amigo Hernando Casanova. Sin embargo, su aparición final en una película de ficción, ocurrió en 2013, en la película Roa del director Andrés Baiz.
Ulloa falleció a los 82 años, en una finca de su propiedad en su pueblo natal.

## Biografía
Ulloa decidió ser actor a los 6 años, se graduó del Colegio Mayor de San Bartolomé de Bogotá. Formó parte del grupo escénico infantil de la Radio Nacional, y su primer trabajo en televisión fue en la novela Angelina o el honor de un brigadier.
Llegó al tope de su fama al interpretar al protagonista del seriado dirigido por Pepe Sánchez, Don Chinche. El personaje nació bajo el nombre de Francisco Eladio Chemas Mahecha, 'Pachín Chemas', qué según cuenta Ulloa, nació en los pasillos de una emisora de Punch que él gerenciaba. "Yo mamaba gallo con un personaje que hablaba como la gente popular. Una mañana faltó un locutor y entonces salí al aire con esa voz".  Fue Fernando González Pacheco quien le puso Chinche en 'Operación ja-ja' (antecesor de 'Sábados felices'). Cabe resaltar que el personaje inició en la radio, se desarrolló en televisión (Yo y tú) y luego se convirtió en el personaje con la primera serie derivada de la televisión colombiana.  Sostuvo una entrañable amistad con el también actor Hernando Casanova, quien interpretaba a Eutimio Pastrana, el fiel socio de Don Chinche. La amistad duró hasta la muerte de Casanova en 2002.

## Filmografía
| Año       | Título                                          | Personaje       | Notas                                                              |
| --------- | ----------------------------------------------- | --------------- | ------------------------------------------------------------------ |
| 2017      | El Culebro: La historia de mi papá              | Él mismo        | Largometraje Documental                                            |
| 2015      | Colombia en el espejo: 60 años de la Televisión | Él mismo        | Documental de Caracol Televisión                                   |
| 2014      | Duni                                            | Él mismo        | Largometraje Documental sobre el director chileno Dunav Kuzmanich. |
| 2013      | Roa                                             | -               | Cameo; Largometraje de ficción de Andrés Baiz.                     |
| 2000      | La Caponera                                     | Cuba            | -                                                                  |
| 1997      | Fuego verde                                     | Eugenio Merchán | Seriado dirigido por Carlos Duplat                                 |
| 1990-1991 | El Doctor Don Chinche                           | Don Chinche     | Spin off de Don Chinche.                                           |
| 1984      | Dejémonos de vainas                             | Don Chinche     | Cameo - Actuación especial                                         |
| 1982-1989 | Don Chinche                                     | Don Chinche     | En toda la serie                                                   |
| 1979      | Mujercitas                                      | -               | -                                                                  |
|           | Sábados felices                                 | -               | -                                                                  |
|           | Operación Ja Ja                                 | -               | -                                                                  |
|           | Yo y tú                                         | Régulo Engativá |                                                                    |
| 1970      | Ángel a la orden                                |                 |                                                                    |

### En Radio
| Año  | Programa de Radio | Personaje   | Notas |
| ---- | ----------------- | ----------- | --- |
| 1983 | Chincherias       | Don Chinche | El 21 de febrero de 1983, de lunes a viernes, entre las 2:30 y las 5:30 de la tarde, RCN empezó a transmitir Chincherías, un programa de radio con don Chinche y Eutimio. |
| 1972 | Radio Capital     |             | |

## Política
Terminando de grabar los últimos episodios de La Caponera, Ulloa aún estaba en campaña, en la que alcanzó la votación más alta de la Asamblea Departamental de Cundinamarca, con 30 000 votos. También fue Alto Consejero para la Cultura de la Gobernación de Cundinamarca. Culminó sus servicios de consejería en la Gobernación en 2012.

## Muerte
Héctor Ulloa falleció por causas naturales en sus fincas en La Vega a las 4:40 de la tarde. Según su hija Marcela Ulloa, tuvo una muerte tranquila.